# Бу-су-Сальмез
Бу-су-Сальме́з (фр. Boux-sous-Salmaise) — коммуна во Франции, находится в регионе Бургундия. Департамент коммуны — Кот-д’Ор. Входит в состав кантона Венаре-Ле-Лом. Округ коммуны — Монбар.
Код INSEE коммуны — 21098.

## Население
Население коммуны на 2010 год составляло 142 человека.
| 1962 | 1968 | 1975 | 1982 | 1990 | 1999 | 2010 |
| ---- | ---- | ---- | ---- | ---- | ---- | ---- |
| 246  | 247  | 207  | 170  | 170  | 149  | 142  |

## Экономика
В 2010 году среди 71 человека трудоспособного возраста (15—64 лет) 53 были экономически активными, 18 — неактивными (показатель активности — 74,6 %, в 1999 году было 62,8 %). Из 53 активных жителей работали 50 человек (27 мужчин и 23 женщины), безработных было 3 (0 мужчин и 3 женщины). Среди 18 неактивных 3 человека были учениками или студентами, 13 — пенсионерами, 2 были неактивными по другим причинам.